# Henicopernis longicauda
El abejero colilargo o milano colilargo (Henicopernis longicauda) es una especie de ave accipitriforme de la familia Accipitridae.

## Distribución y hábitat
Habita en Nueva Guinea e islas menores aledañas como las islas Aru, Raja Ampat y Schouten. Sus hábitats naturales son los bosques tropicales tanto de zonas de bajas como montañosas.